# Lady Susan
Lady Susan est un court roman épistolaire écrit par la femme de lettres anglaise Jane Austen vers 1794, mais qui n'a pas été publié avant 1871.
C'est l'une de ses premières œuvres importantes, une sorte de conte moral, probablement écrit en 1793 ou 1794, lorsqu'elle a 18 ou 19 ans, dans un style « châtié et précis » qui annonce déjà ses grands romans. La forme épistolaire retenue par Jane Austen est un genre littéraire apprécié au XVIIIe siècle. Le roman de Pierre Choderlos de Laclos, Les Liaisons dangereuses, paru en 1782, soit dix ans avant l'écriture de Lady Susan, avait été traduit en langue anglaise avec un certain succès de librairie. Cette forme littéraire est également utilisée par l'autrice pour la première version de Sense and Sensibility, ébauchée en 1795 et appelée alors Elinor and Marianne.
Elle l'écrit lorsqu'elle se trouve à Steventon, sa maison d'enfance dans le Hampshire.

## Le manuscrit

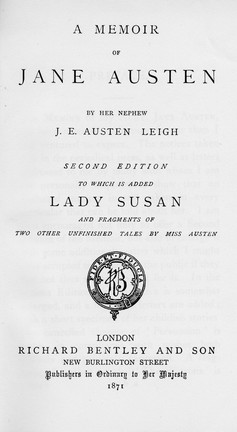
Première page de la deuxième édition de A Memoir of Jane Austen (1871).

Il existe une copie « au propre » (fair copy), avec très peu de corrections, de ce texte (sans titre) faite à Bath, probablement en 1805, si on se fie au filigrane de certains feuillets. On peut supposer que Lady Susan plut assez à Jane Austen pour qu'elle le recopie au net, mais pas assez pour songer à le publier, ayant peut-être alors reconnu les limites du roman épistolaire. D'ailleurs le roman se termine un peu abruptement, par une conclusion, dans un style beaucoup plus léger que les lettres elles-mêmes. 
La première publication date de 1871, dans la foulée de celle de A Memoir of Jane Austen, de son neveu James Edward Austen-Leigh.

## L'histoire
Le roman est centré sur le personnage de Lady Susan Vernon, veuve de Sir Vernon. Encore jeune et jolie, Lady Susan est une femme subtile et élégamment  « égoïste », qui entretient plusieurs flirts appuyés, une mère moderne pour son époque. Financièrement limitée, elle cherche un riche époux pour caser sa fille de seize ans, Frederica, avec qui elle a des rapports éloignés et dont la jeunesse commence à lui faire ombrage ; elle envisage également de se remarier éventuellement, mais vit très bien en attendant sa vie de séductrice libre de tout engagement.
Le roman est composé de quarante et une lettres, essentiellement correspondance de Lady Susan avec son amie Mrs Alicia Johnson, et de Mrs Vernon (épouse de son beau-frère, née Catherine de Courcy) avec Lady de Courcy, sa mère, qui déteste profondément Lady Susan. Plus quelques lettres d'autres personnages, comme celles de Reginald de Courcy à Lady Susan.
Au début de l'histoire, Lady Susan se trouve à Langford, chez les Manwaring, et elle entretient une liaison avec Mr Manwaring.

## Les personnages

### Les Vernon
Lady SusanVeuve de Sir Vernon et mère de Frederica, qu'elle voudrait voir épouser Sir James Martin, personnage riche et stupide, elle est très intelligente, mais complètement immorale et pervertie. C'est une très jolie femme d'environ trente-cinq ans qui en paraît dix de moins, célèbre pour sa beauté et la séduction qui émane d'elle. Manipulatrice au plus haut point, elle « aime avoir le plaisir de triompher sur un esprit préparé à [la] détester, et prévenu contre toutes [ses]actions passées », comme elle le dit elle-même (« [I] enjoy the pleasure of triumphing over a mind prepared to dislike me, and prejudiced against all my past actions »). Elle préfigure ces autres brillants manipulateurs et trompeurs que sont, par exemple Willougby, George Wickham ou Frank Churchill. Pour plusieurs commentateurs, comme Margaret Drabble, Warren Roberts ou Simon Davies, ce personnage pourrait avoir été inspiré par la Marquise de Merteuil : Jane Austen avait pu connaître le roman de Laclos, célèbre dès sa parution en 1782, par sa cousine Eliza de Feuillide qui vécut en France de 1779 à 1790, et dont, en outre, une première traduction en anglais était disponible dès 1784.
Frederica VernonLa fille de Lady Susan a seize ans. Très timide, elle est terrorisée par sa mère qui veut lui faire épouser le riche et stupide Sir James Martin.
Mr Charles VernonIl est le beau-frère de Lady Susan, il est marié à Catherine Vernon, et a plusieurs enfants très jeunes. Lady Susan a essayé d'empêcher ce mariage.
Mrs VernonNée Catherine de Courcy (elle est donc appelée Lady Catherine), elle a épousé Charles Vernon six ans auparavant. Elle n'a jamais rencontré Lady Susan mais n'est pas dupe de ses stratégies de manipulation.

### La famille De Courcy
Réginald de CourcyLe jeune frère de Lady Catherine ; il connait l'exécrable réputation de Lady Susan, mais elle va réussir à le séduire.
Sir Réginald de CourcyLe père de Réginald et Catherine, un vieil homme malade qui aime passionnément son fils.
Lady de CourcySon épouse, qui entretient avec sa fille une correspondance très active.

### Les Manwaring
La famille chez qui Lady Susan réside au début du roman. Elle entretient une liaison avec Mr Manwaring.
Mr ManwaringJeune homme marié, passionnément amoureux de Lady Susan.
Mrs ManwaringElle a fait un mariage d'amour. Elle est jalouse de Lady Susan qui a séduit son mari. Mrs Manwaring était une riche héritière qui a épousé Mr Manwaring alors qu'il était sans un sou. Depuis cette mésalliance son tuteur, Mr Johnson, a rompu avec elle.
Miss Maria ManwaringSœur de Mr Manwaring, elle cherche désespérément un mari, et avait jeté son dévolu sur Sir James Martin. Elle est victime des manigances de Lady Susan pour marier Sir James à sa fille, Frederica, qui le hait.

### Les Johnson
Mr JohnsonTuteur de Mrs Manwaring, avant son mariage. C'est un homme beaucoup plus âgé que sa femme, Alicia. Il voit d'un assez mauvais œil les relations de cette dernière avec la sulfureuse Lady Susan.
Mrs Alicia JohnsonC'est l'amie très intime de Lady Susan. Leurs échanges épistolaires sans fard montrent leur cynisme.

### Autres personnages
Sir James MartinCe jeune homme riche et plutôt stupide courtisait Miss Maria Manwaring, mais Lady Susan l'a convaincu de faire la cour à sa fille, qu'elle veut voir mariée rapidement.
Mr SmithUne connaissance, qui « est fort qualifiée pour donner communication de [la dame] » (lettre 4, de Réginald à sa sœur).

## Adaptation cinématographique

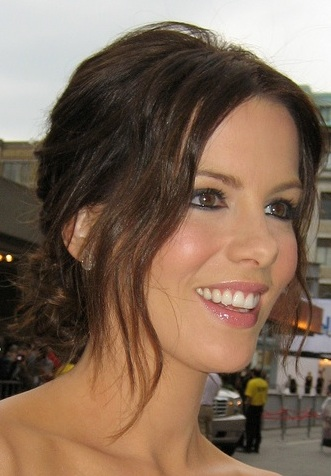
Kate Beckinsale, « Lady Susan » au cinéma en 2016, après avoir été « Emma » à la télévision en 1996.

* 2016 : Love and Friendship, film irlando-franco-néerlandais réalisé par Whit Stillman, adaptation cinématographique de Lady Susan (malgré le fait que le titre du film reprend celui d'un roman de jeunesse de Jane Austen intitulé Amour et Amitié (Love & Freinship [sic]). Le film met en vedette Kate Beckinsale dans le rôle de Lady Susan, ainsi que Chloë Sevigny, Xavier Samuel, Stephen Fry et Tom Bennett.

## Éditions françaises
- Lady Susan, traduit par Josette Salesse-Lavergne, Paris, Christian Bourgois, 1984 – repris en 1996 dans le premier tome des Romans de Jane Austen chez Omnibus  (ISBN 978-2-258-04510-1)
- Dans Œuvres romanesques complètes, vol. 1, traduit par Pierre Goubert, Paris, Gallimard, Bibliothèque de la Pléiade no 469, 2000  (ISBN 2-07-011323-X)
- Lady Susan, traduit par Pierre Goubert, Paris, Gallimard, « Folio 2 euros » no 4396, 2006  (ISBN 2-07-033756-1)
- Lady Susan, traduit par Pierre Goubert, Paris, Gallimard, « Folio bilingue » no 176, 2012  (ISBN 978-2-07-044656-8)
- Lady Susan, traduit par Johanna Blayac, Tristram, collection « Souple », 2018  (ISBN 978-2-36719-068-6)